# Karamay
Karamay ou Qaramay (também conhecida pelo seu nome chinês de Kelamayí), (em uigur:  قاراماي; chinês tradicional: 克拉瑪依, chinês simplificado: 克拉玛依, pinyin: Kèlāmǎyī) é uma cidade-prefeitura no norte da região autónoma de Xinjiang, no noroeste da República Popular da China. O nome "Karamay" provém da língua uigur e significa "óleo negro", devido à quantidade de petróleo nesta zona e que trouxe prosperidade à região em 1955. A cidade-prefeitura tem de norte a sul 240 km e de oeste a leste 110 km . Tem área de 9500 km² e 330 000 habitantes (75% da etnia han).

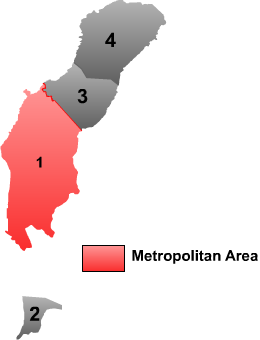
Distritos de Karamay.

A cidade-prefeitura de Karamay administra 4 distritos (Qū, 区), nos quais se subdivide:

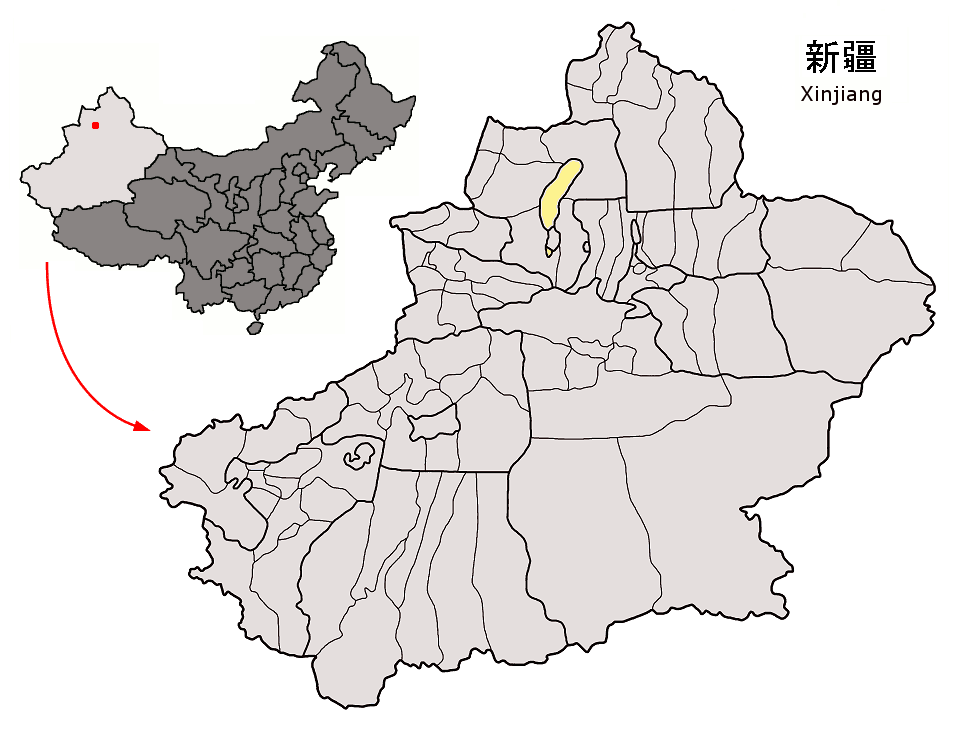
Localização em Xinjiang.

Localização da cidade-prefeitura de Karamay em Xinjiang.

- Localização da cidade-prefeitura de Karamay em Xinjiang.1 - Distrito de Karamay -  克拉玛依区 Kèlāmǎyī Qū ;
- 2 - Distrito de Dushanzi - 独山子区 Dúshānzǐ Qū ;
- 3 - Distrito de Baijiantan -  白碱滩区 Báijiǎntān Qū ;
- 4 - Distrito de Urho - 乌尔禾区 Wū'ěrhé Qū.

Tem um clima árido frio, com longos invernos frios e muito secos, a primavera e outono são de curta duração e o verão é muito quente e seco. O mês mais frio é janeiro com -11ºC e o mais quente é julho com 40 °C, sendo a média anual de 9 °C. A precipitação anual é de 106 mm.
Em 8 de dezembro de 1994 um grande incêndio deflagrou no Teatro da Amizade (友谊馆) em Karamay, causando a morte de 325 pessoas, incluindo 288 crianças, de acordo com o números oficiais. Muitos professores morreram ao tentar proteger e evacuar os seus alunos do edifício, que não tinha medidas de segurança adequadas. Um espetáculo decorria no momento do incêndio, e uma série de autoridades governamentais aí presentes conseguiram escapar porque viram o fogo e fugiram antes dos restantes indivíduos, tendo sido condenados por negligência a penas de prisão até 5 anos.